# Pietro Meloni
Pietro Meloni (* 31. August 1935 in Sassari) ist ein italienischer Geistlicher und emeritierter römisch-katholischer Bischof von Nuoro.

## Leben
Pietro Meloni empfing am 28. Juni 1968 die Priesterweihe.
Papst Johannes Paul II. ernannte ihn am 9. Juni 1983 zum Bischof von Tempio-Ampurias. Der Kardinalpräfekt der Kongregation für die Bischöfe, Sebastiano Baggio, spendete ihm am 10. September desselben Jahres die Bischofsweihe; Mitkonsekratoren waren Salvatore Isgró, Erzbischof von Sassari, und Paolo Carta, Alterzbischof von Sassari.
Am 16. April 1992 wurde er zum Bischof von Nuoro ernannt. Am 21. April 2011 nahm Papst Benedikt XVI. seinen altersbedingten Rücktritt an.